# Bleptina sphaerula
Bleptina sphaerula là một loài bướm đêm trong họ Noctuidae.